# جویشوو
جویشوو (به لهستانی:  Dziewiszewo) یک روستا در لهستان است که در گمینا گیژتسکو واقع شده‌است. جویشوو ۲۰ نفر جمعیت دارد.